# Zakat
Zakat (arab. زكاة, zakāt — oczyszczenie, wzrost, czystość) – obowiązkowa forma jałmużny w islamie, naliczana od określonych kategorii majątku zgodnie z zasadami prawa islamskiego (szariatu). Stanowi jeden z pięciu filarów islamu, będąc fundamentalnym obowiązkiem religijnym każdego muzułmanina posiadającego majątek przekraczający próg zwany nisab. Zakat przeznaczany jest na wsparcie ubogich oraz ośmiu grup społecznych wskazanych w Koranie, odgrywając istotną rolę w systemie pomocy społecznej i ekonomicznej w ummie muzułmańskiej. Zakat jest wymieniany jako drugi obowiązek muzułmanina, zaraz po modlitwie (salat). Innymi formami dobroczynności w Islamie jest ṣadaqa i waqf.

## Charakterystyka
Zakat od majątku jest obliczany na podstawie wartości wszystkich posiadanych dóbr, wspólnie dla wszystkich pełnoletnich i stabilnych finansowo członków rodziny. Zwyczajowo wynosi 2,5% (czyli 1/40) całkowitych oszczędności i majątku Muzułmanina powyżej minimalnej kwoty znanej jako nisab. Zgodnie z wiarą islamską, zebrana suma powinna zostać przeznaczona na biednych i potrzebujących, sieroty, wdowy, osoby potrzebujące pomocy przy uwolnieniu z niewoli, osoby starsze, które nie są w stanie pracować na swoje utrzymanie, zadłużonych oraz na pomoc dla podróżnych, którzy utknęli w drodze, a także przez wzgląd na Allaha (np. dobrowolne przekazanie dóbr, pieniędzy dla potrzebujących z dobrego serca, wykraczając poza zakat ustanowiony ogólną regułą).

## Etymologia
Słowo zakat wywodzi się z arabskiego słowa ز ك و (czyt. z-k-w), dosłownie oznaczającego "oczyszczenie". Zakat uznawany jest jako oczyszczenie ziemskiego majątku osoby, który mógł zostać nabyty w nieczysty sposób.
"Przyjmij jałmużnę [o, Muhammad] z ich majątku, aby go oczyścić i uświęcić. I módl się za nimi, gdyż twoja modlitwa jest dla nich uspokojeniem. Zaprawdę, Allah jest Wszystko-Słyszący, Wszystko-Wiedzący!".

## Odbiór w dzisiejszej kulturze na świecie
W dzisiejszych czasach w większości krajów muzułmańskich zakat nie podlega zbieraniu przez osobę do tego uprawnioną (Zakat collectors) ani przez rząd. Jest on dobrowolnie odprowadzany i nie podlega sankcjonowaniu. Nikt też nie sprawdza, czy odprowadzona kwota faktycznie wynosi 2,5% majątku. Jednak w Arabii Saudyjskiej, Jemenie, Sudanie, Libanie, Pakistanie i Malezji odprowadzenie zakatu pozostaje nakazane prawnie i jest pobierane przez państwo. Niektóre odłamy Islamu (np. Szyici) traktują zakat jako prywatny podatek i odprowadzają go do swojego Imama (osoba przewodząca modlitwom w Islamie).

## Zasady i przepisy
Zakat oblicza się jako 2,5% wartości majątku, który przekracza minimalny próg zwany nisab. Wartość nisabu jest wykorzystywana do ustalenia, kiedy osoba jest zobowiązana do zapłaty jałmużny, a jego wartość współcześnie mierzy się głównie w złocie. Przykładowo w Egipcie wynosi 85 gramów 21-karatowego złota. Istotnym warunkiem uiszczania zakatu jest również hawl, czyli roczny okres posiadania majątku. Zakat staje się obowiązkowy dopiero po upływie tego okresu w przypadku większości kategorii majątku, co pozwala na ocenę jego wzrostu i zapobiega uszczupleniu zasobów podstawowych właściciela.
Koncepcja nama’ (wzrostu) odgrywa kluczową rolę w zrozumieniu podstaw zakatu. Dotyczy ona majątku, który rzeczywiście lub wirtualnie generuje wzrost. Przykładowo, złoto i srebro, jako środki wymiany, są uznawane za wirtualnie związane z wzrostem, podczas gdy plony rolne i minerały wydobyte z ziemi reprezentują wzrost bezpośredni. Te zasady podkreślają, że zakat jest nakładany na nadwyżkę majątku, co pozwala na wspieranie potrzebujących bez naruszania kapitału właściciela.
Niepłacenie zakatu, według klasycznych uczonych, było dopuszczalne w obawie przed niesprawiedliwym poborem przez urzędnika oraz w sytuacji ukrywania majątku przed sprawiedliwym poborcą, gdy muzułmanin chciał samodzielnie przekazać zakat osobom potrzebującym. Niektórzy uczeni uważali jednak, że muzułmanin, który świadomie odmawia płacenia zakatu, staje się apostatą, ponieważ jałmużna stanowi obowiązek religijny w islamie.

### Do majątku, który podlega zakatowi zalicza się:
- złoto,
- oszczędności,
- towary handlowe,
- konie i inne zwierzęta hodowlane,
- produkty rolne,
- minerały pochodzące z górnictwa,
- produkty z morza/oceanu (np. ryby),
- dochody z wynajmu nieruchomości, fabryk, taksówek, autobusów i statków,
- wynagrodzenia z działalności gospodarczej i profesji przekraczające nisab[22].

### Kryteria minimalnej wielkości majątku podlegającego podatku według Sunny:
- 5 wielbłądów (Sunan Abī Dāwud 1558),
- 30 krów (Sunan Ibn Mājah 1803),
- 40 owiec lub kóz (Ṣaḥīḥ al-Buẖarī 1454),
- 5 wasq (ładunków) zboża lub daktyli (Ṣaḥīḥ al-Buẖarī 1459),
- 20 dinarów w złocie (Sunan Ibn Mājah 1791),
- 200 dirhamów w srebrze (Jāmi` at-Tirmidhī 620).

### Kategorie osób uprawnionych do zakatu według Koranu (9:60):
1. Ubodzy (fuqarā’) – osoby w skrajnej biedzie,
2. Nędzni (masākīn) – osoby potrzebujące wsparcia finansowego, często traktowane razem z ubogimi,
3. Urzędnicy zbierający zakat (‘āmilūn alayhā) – osoby odpowiedzialne za zbieranie zakatu, w tym urzędnicy państwowi,
4. „Ci, których serca należy przekonać” (al-mu’allafa qulūbuhum) – np. konwertyci na Islam, którzy wymagają wsparcia finansowego w celu umocnienia swojej wiary,
5. Niewolnicy (riqāb) – osoby, które wykupują swoją wolność, ale nie są w stanie uregulować należnych opłat,
6. Dłużnicy (ḡārimūn) – osoby zadłużone, które nie mają środków na spłatę swoich zobowiązań,
7. „Ci, którzy walczą w imię Boga” (fī sabīl Allāh) – najczęściej osoby biorące dobrowolny udział w dżihadzie,
8. Podróżni (ibn al-sabīl) – osoby w drodze, które np. nie mają środków na kontynuowanie podróży[23].

### Współczesne dostosowania i interpretacje
Współczesne interpretacje Zakatu uwzględniają zmieniające się realia gospodarcze i społeczne, sugerują, by środki z zakatu mogły być wykorzystywane także na szeroko rozumiane cele społeczne, np. edukację, walkę z ubóstwem czy odbudowę społeczeństw dotkniętych skutkami kolonializmu.
Tradycyjny podział na zahir (majątek jawny) a batin (majątek ukryty), staje się coraz mniej istotny w dobie zaawansowanych systemów bankowych i inwestycyjnych. Współczesne podejście sugeruje, że zakat powinien obejmować wszystkie formy majątku, zarówno jawne, jak i ukryte, takich jak nieruchomości, oszczędności czy inwestycje, dzięki rozwojowi technologii umożliwiającej ich śledzenie. 

### Różnice w interpretacji sunnickiej i szyickiej
Zasady zakatu, mimo wspólnej podstawy w sunnizmie i szyizmie, różnią się w szczegółowych przepisach interpretacyjnych między tymi dwoma głównymi nurtami islamskimi. Sunnici uważają zakat za obowiązkowy dla osób spełniających warunki nisabu i hawlu, natomiast w szyizmie dwunastoimamowym zakat może być traktowany bardziej jako zalecany w pewnych przypadkach. Różnice dotyczą także obliczeń zakatu na zwierzęta hodowlane, takie jak owce, kozy i wielbłądy, a także specyficznych zasad dotyczących koni, produktów rolnych i minerałów. Dodatkowo, szyici stosują odmienną koncepcję nisabu w odniesieniu do różnych gatunków zwierząt oraz mają inne podejście do okresu posiadania (hawl), który może być dostosowany do lokalnych uwarunkowań. Istnieje również odmienność w zakresie akceptacji odbiorców zakatu, gdzie szyici mogą kierować środki do określonych grup społecznych, jak konwertyci, którzy potrzebują wsparcia finansowego dla umocnienia swojej wiary. Współczesne interpretacje uwzględniają zmiany społeczno-gospodarcze, rozszerzając zastosowanie zakatu na szersze cele społeczne.

## Koran i Hadisy
Wersy koraniczne, mówiące o zakacie:
- „Weź z ich majątku jałmużnę, abyś przez nią mógł ich oczyścić i usprawiedliwić, i módl się za nimi! Zaprawdę, twoja modlitwa to uspokojenie dla nich! A Bóg jest słyszący, wszechwiedzący!” (9:103)
- „Jałmużny są tylko dla ubogich i biedaków, i tych którzy przy nich pracują, i dla tych, których serca zostały pozyskane, i na wykup niewolników, i dla dłużników, i dla drogi Boga, i dla podróżnego. To jest obowiązek nałożony przez Boga! Bóg jest wszechwiedzący, mądry!” (9:60)
- „W ich majątku mieli odpowiedni udział żebrak i nędzarz.” (51:19)
- „I wiedzcie, iż cokolwiek weźmiecie w postaci łupów, to piąta część należy do Boga i Jego Posłańca, do jego krewnych i sierót, do ubogich i do podróżnego — jeśli wierzycie w Boga i w to, co zesłaliśmy Naszemu słudze w dniu rozdzielenia, w dniu spotkania dwóch zastępców. A Bóg jest nad każdą rzeczą wszechwiedzący!” (8:41)[26]

Hadisy, mówiące o Koranie:
- “Przekazał Ibn Abbas: Prorok wysłał Mu`ada do Jemenu i powiedział: „Zaproś ludzi, aby złożyli świadectwo, że nikt nie ma prawa być czczonym poza Allahem, a Ja jestem Wysłannikiem Allaha i jeśli będą wam posłuszni, to nauczajcie im, że Allah nakazał im pięć modlitw każdego dnia i nocy (w ciągu dwudziestu czterech godzin), a jeśli będą ci posłuszni, to naucz ich, że Allah nałożył na nich obowiązek płacenia zakatu z ich własność i należy ją odebrać bogatym i rozdać biednym”. (Sunan Abī Dāwud 1558)
- „Opowiadano, że: „Suwa Mu'adh bin Jabal powiedział: „Wysłannik Allaha wysłał mnie do Jemenu i rozkazał mi; na każde czterdzieści krów wziąć Musinnah, a na każde trzydzieści Tabi lub Tabi'ah”.” (Sunan Ibn Mājah1803),
- „Wysłannik Allaha  powiedział: „Żadnego zakatu nie nakłada się na mniej niż pięć awsuq daktyli, żadnego zakatu nie nakłada się na mniej niż pięć awaq srebrnych i żadnego zakatu nie nakłada się na mniej niż pięć wielbłądów”.” (Ṣaḥīḥ al-Buẖarī 1459).

## Zakat Al-Fitr
Zakāt al-Fiṭr (znany również jako ṣadaqa) jest szczególnym rodzajem dobrowolnej jałmużny, która zwykle płacona jest rano w dzień święta, związanego z zakończeniem postu w miesiącu ramadan. Głównym celem zakatu al-Fitr jest oczyszczenie osoby płacącej z potencjalnych niedoskonałości i uchybień, które mogły wystąpić podczas postu, a także wyrażenie solidarności z ubogimi. Większość szkół prawnych uznaje zakat al-Fiṭr za obowiązkowy, odnoszący się do wszystkich muzułmanów, niezależnie od wieku, statusu majątkowego czy stanu cywilnego. Odpowiedzialność za zapłatę tej jałmużny w imieniu dzieci spoczywa na ojcu.
Wysokość zakatu al-Fiṭr ustalana jest na podstawie minimalnych kosztów utrzymania osoby przez jeden dzień. Zwyczajowo jałmużna ta przekazywana jest w formie podstawowych produktów spożywczych, takich jak pszenica, jęczmień, daktyle, rodzynki czy inne podobne artykuły żywnościowe. W niektórych szkołach prawnych, jak u szafitów, dopuszcza się dodanie produktów mlecznych do listy akceptowanych dóbr. Współczesne podejście, szczególnie w krajach zachodnich, pozwala na zapłatę zakatu al-Fitr w formie gotówki, co ułatwia przekazanie pomocy potrzebującym i dostosowuje tę praktykę do współczesnych realiów gospodarczych.

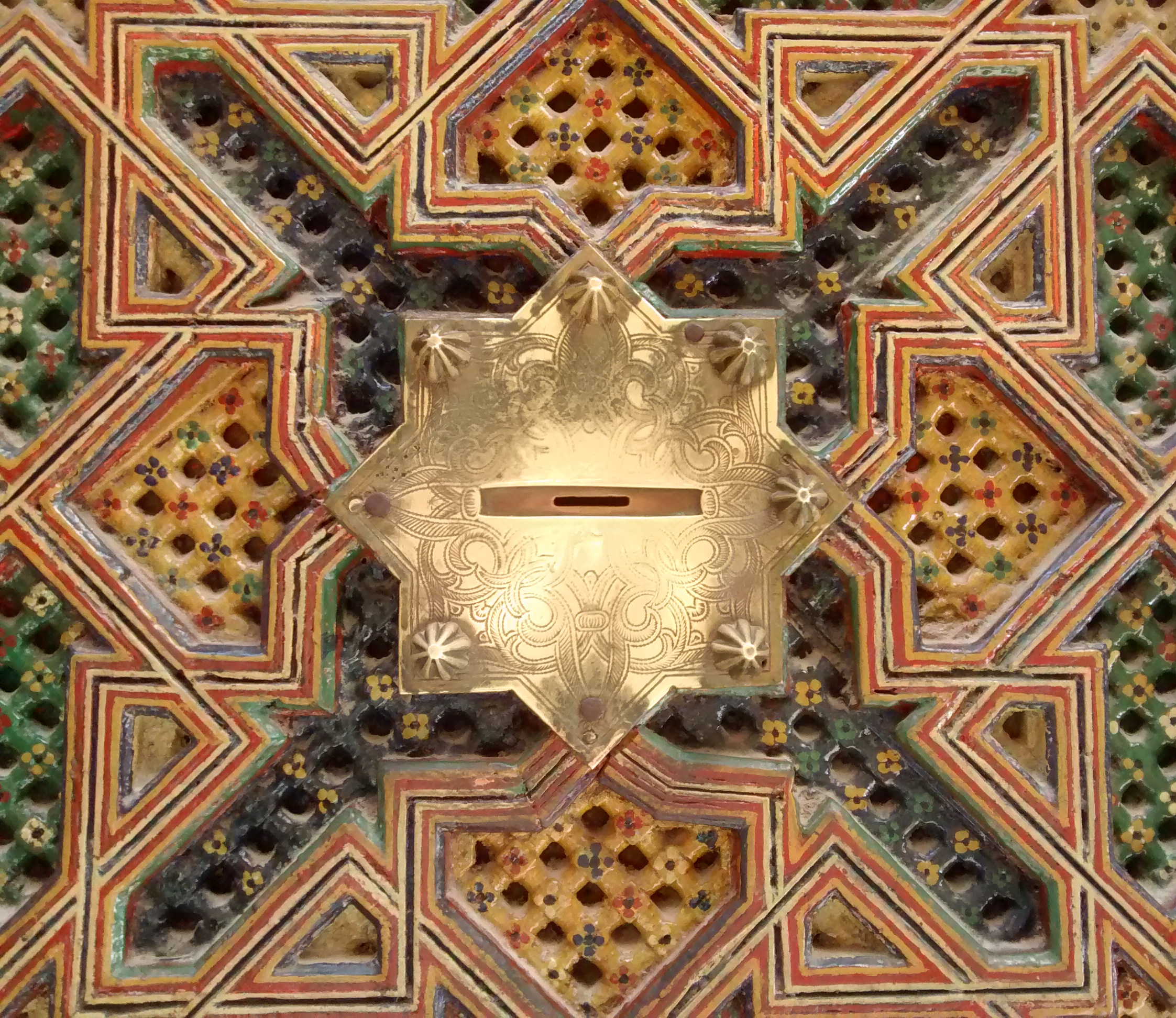
Miejsce na dawanie zakatu w Zaouia Moulay Idriss II w Fezie w Maroku.

W niektórych szkołach prawnych, takich jak hanaficka oraz szyizm dwunastoimamowy, zakat al-Fitr może być wymagany również od osób odpowiedzialnych za nie-muzułmańskich członków swojej rodziny, w tym dzieci lub służby domowej, którzy pozostają pod ich opieką. Obowiązek zapłaty tej jałmużny ma na celu zapewnienie wsparcia najuboższym i wypełnienie społecznej roli islamu, jaką jest pomoc osobom znajdującym się w trudnej sytuacji materialnej.

## Historia

### Czasy Muhammada i kalifatów
Zakat rozwijał się równolegle z rozwojem islamu i administracji państwowej, począwszy od czasów proroka Muhammada aż do współczesnych form zbierania i dystrybucji tej formy wsparcia. Zakat nie tylko pełnił funkcję religijną, ale również społeczną i ekonomiczną, przyczyniając się do rozwoju systemów zarządzania majątkiem w świecie islamskim.
W czasach proroka Muhammada, zakat był już powszechnie przyjętą praktyką, a poborcy, tacy jak Umar i Ali, zbierali podatek od muzułmanów oraz niektórych grup nie-muzułmańskich, takich jak ḏimmī i ḥarbī (zagranicznych niemuzułmańskich kupców). Muhammad nakazał jego zbieranie, aby ustanowić wspólny skarbiec wszystkich muzułmanów,ale nie ustalił jeszcze szczegółowych zasad dotyczących poboru podatku od zwierząt gospodarskich. W hadisach prorok Muhammad jest przedstawiany jako ten, który wysyłał swoich przedstawicieli, aby zbierali zakat, ale dokładne regulacje dotyczące stawek nie zostały ustalone za jego życia.
Po śmierci Muhammada, w czasach kalifatu Abu Bakra, system zakatu stał się przedmiotem kontrowersji, zwłaszcza podczas wojen apostazji (Ridda), kiedy część plemion odmówiła płacenia zakatu. Uważały one, że nie mają obowiązku uiszczania tego podatku religijnego, ponieważ nie uznawały już władzy kalifa, który zastępował Proroka. Niemniej jednak system ten utrzymał się, choć jego zasady były wciąż niejednoznaczne. Podczas kalifatu Umara zakat nabrał bardziej sformalizowanego charakteru. Zostały ustalone konkretne stawki na poziomie 2,5% majątku, a poborców wyznaczono do zbierania podatku od bydła i plonów. Umar wprowadził również system edukacyjny dla muzułmanów, ucząc ich o zasadach zakatu.
W kalifacie Usmana system zbierania zakatu przeszedł istotną transformację, z naciskiem na zbieranie podatku od majątku „widocznego” — zahir, tj. bydła i plonów, pozostawiając wolność od płacenia zakatu od towarów „niewidocznych” — batin (np. złoto i srebro). Istniały obawy, że poborcy mogli nadużywać swoich uprawnień w celu wzbogacenia się.
Mimo tych trudności, w okresie Umajjadów system zakatu nadal się rozwijał. Mu'awija jako pierwszy rozpoczął odciąganie zakatu od pensji państwowych, co przyczyniło się do bardziej zorganizowanego poboru tego podatku. Z biegiem lat pojawiły się problemy związane z korupcją i nieefektywnością administracji. W czasach Abd Al-Malika i Al-Walida I, niemuzułmanie byli zobowiązani do płacenia podatków od posiadanych ziem, a masowe konwersje właścicieli ziemskich wprowadziły zamieszanie w systemie podatkowym. W odpowiedzi na wyczerpanie dochodów państwa, które w dużej mierze bazowały na podatkach oraz nieregularnych zyskach z łupów wojennych, kalifat zakazał zwalniania konwertytów z obowiązku płacenia dawnych podatków i wprowadził nakaz płacenia zakatu konwertytom. Dalsze reformy w zakresie poboru zakatu przeprowadził kalif ‘Umar ibn ‘Abd al-‘Azīz, mające na celu usprawnienie systemu zbierania zakatu.
Za czasów Abbasydów, system poboru zakatu stał się bardziej skorumpowany i nieefektywny. Pobór zakatu był w rękach urzędników, którzy nie oddzielali dochodów z zakatu od innych wpływów. Zakat na towary był administrowany osobno, co prowadziło do dalszych problemów. W X-XVI wieku (IV-X wieku hidżry) wprowadzono wspólną administrację zakatu, co sugeruje spadek wpływów z jałmużny.
Po okresie Abbasydów zbieranie zakatu przez rządy stało się coraz rzadsze, a w XIX i XX wieku w wielu krajach zakat był przekazywany bezpośrednio ubogim przez osoby prywatne, co zmniejszyło rolę państw w tym procesie. W niektórych krajach, takich jak Kuwejt, zakat był zbierany do lat 20. XX wieku, kiedy to bogactwa związane z ropą naftową zmieniły sytuację ekonomiczną regionu.

### Współczesność
Zakat, mimo przemian i wyzwań, nadal odgrywa fundamentalną rolę w społecznościach muzułmańskich. Współczesny okres, szczególnie po II wojnie światowej, przyniósł ponowne zainteresowanie wdrażaniem prawa zakatu zarówno w postaci indywidualnych praktyk, jak i działań podejmowanych przez państwa. Pojawiły się nowe interpretacje tego obowiązku, dostosowujące jego zasady do nowoczesnych warunków ekonomicznych i społecznych. Ruchy reformistyczne oraz uczeni muzułmańscy zaczęli rozszerzać tradycyjne cele zakatu, proponując, by fundusze mogły być przeznaczane na wsparcie społeczności dotkniętych kolonializmem czy na rozwój edukacji oraz działań społecznych zgodnych z interesami islamu.
Znaczenie zakatu jako narzędzia wspierania sprawiedliwości społecznej znalazło również odbicie w działaniach rządowych w niektórych państwach muzułmańskich. W takich krajach jak Arabia Saudyjska, Pakistan, Malezja czy Sudan, państwa wprowadzono przepisy regulujące zbieranie i dystrybucję zakatu. W wielu innych przypadkach organizacje religijne oraz charytatywne przejęły odpowiedzialność za gromadzenie funduszy i ich dystrybucję, odzwierciedlając ewolucję tej instytucji w kierunku bardziej zdecentralizowanych form. Dodatkowo, współczesne interpretacje zakatu uwzględniają nowe formy własności, takie jak papierowe pieniądze, akcje czy dochody z wynajmu, rozszerzając tradycyjny zakres podatku na nowe obszary ekonomiczne. Dzięki temu zakat nie tylko wspiera ubogich, ale także przyczynia się do rozwoju systemu gospodarczego i umacnia zasady solidarności społecznej w świecie muzułmańskim.

## Arabia Saudyjska
Tax and Customs Authority (ZATCA) w Arabii Saudyjskiej jest odpowiedzialna za pobór zakatu. ZATCA zajmuje się zbieraniem zakatu za pomocą platform online, umożliwiając obywatelom dokonywanie płatności bezpośrednio ze swoich kont bankowych. Instytucja została powołana w wyniku połączenia General Authority of Zakat and Tax oraz General Customs Authority. Oprócz zakatu, ZATCA odpowiada również za pobór podatków i ceł oraz zarządzanie operacjami celnymi w kraju.

## Indonezja
Badan Amil Zakat Nasional (BAZNAS) to rządowa instytucja w Indonezji, która została powołana w celu zbierania, zarządzania i dystrybucji zakatu. BAZNAS działa na poziomie krajowym i regionalnym, zapewniając, że środki z zakatu trafiają do osób potrzebujących, zgodnie z zasadami islamskimi. Organizacja ta jest odpowiedzialna za nadzorowanie działalności osób zbierających zakat (amil) oraz za zarządzanie funduszami przeznaczonymi na pomoc biednym, sierotom, chorym i innym potrzebującym.

## Kuwejt
Zakat House to rządowa instytucja Kuwejtu powołana ustawą nr. 5 z 1982 roku, odpowiedzialna za zbieranie zakatu i jego dystrybucję. Działa pod nadzorem Ministra Awqaf i Spraw Islamskich. Instytucja posiada osobowość prawną i niezależny budżet. Zakat House wykorzystuje technologie do efektywnego zbierania i przekazywania zakatu zgodnie z zasadami prawa islamskiego. Instytucja zajmuje się również organizowaniem działań charytatywnych, a jej cele obejmują m.in. dywersyfikację źródeł dochodów oraz wspieranie sektora charytatywnego zarówno w kraju, jak i za granicą.

## Zjednoczone Emiraty Arabskie
Zakat Fund w Zjednoczonych Emiratach Arabskich pobiera zakat za pomocą różnych metod, w tym platform internetowych, które umożliwiają darczyńcom przekazywanie środków bezpośrednio z ich kont bankowych. Oprócz płatności online, fundusz współpracuje z bankami i instytucjami, oferując również możliwość dokonywania wpłat w punktach stacjonarnych. Zakat Fund akceptuje różne formy darowizn finansowych, które są następnie rozdzielane w zgodzie z zasadami prawa islamskiego, zapewniając wsparcie dla osób potrzebujących. Proces jest nadzorowany, aby zapewnić zgodność z regulacjami oraz przejrzystość dystrybucji zebranych środków.